# Infante

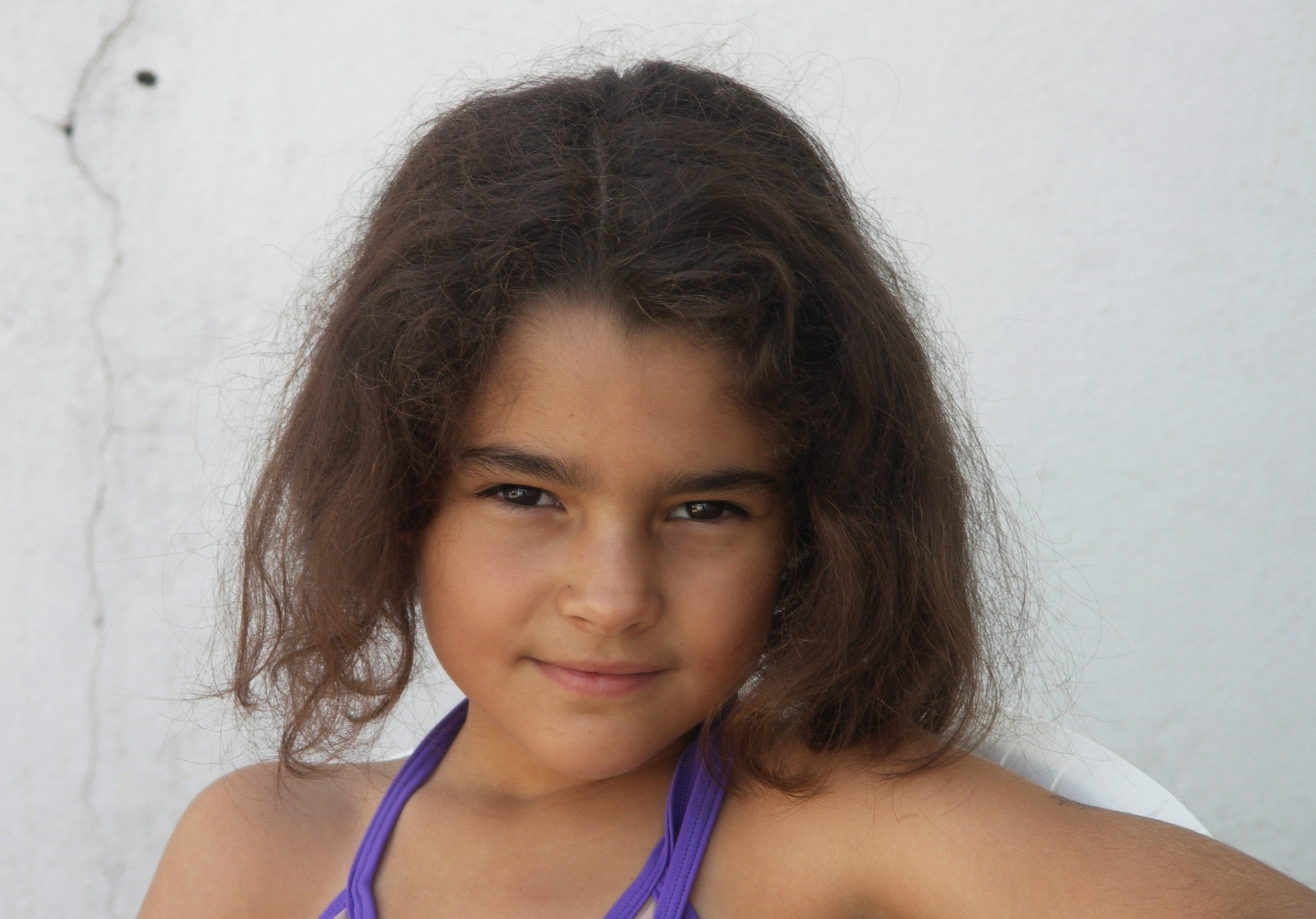
Infante

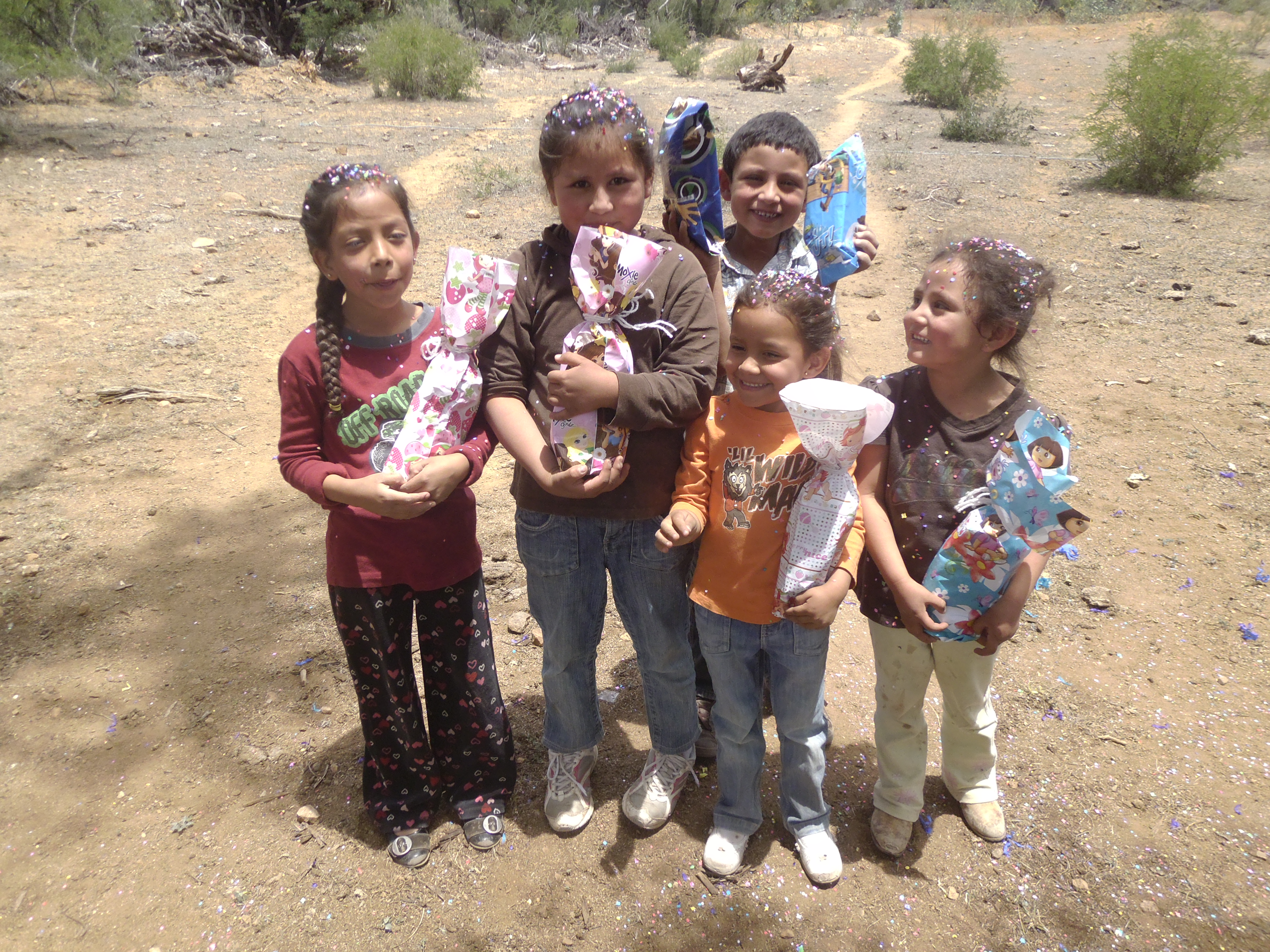
Infantes con regalos.

En varios países, infante (del latín infantis, «el que no habla») es una denominación legal relativa a los menores de edad, que incluye a los niños de cero a cinco años;[cita requerida] y también se entiende como niño o niña de corta de edad,  que no ha llegado al periodo de la adolescencia o es menor de 11 años y se encuentra en la etapa de la infancia.
Asimismo se definen como infante: a) al soldado de infantería, y b) al hijo legítimo del rey, que no sea heredero directo del trono.

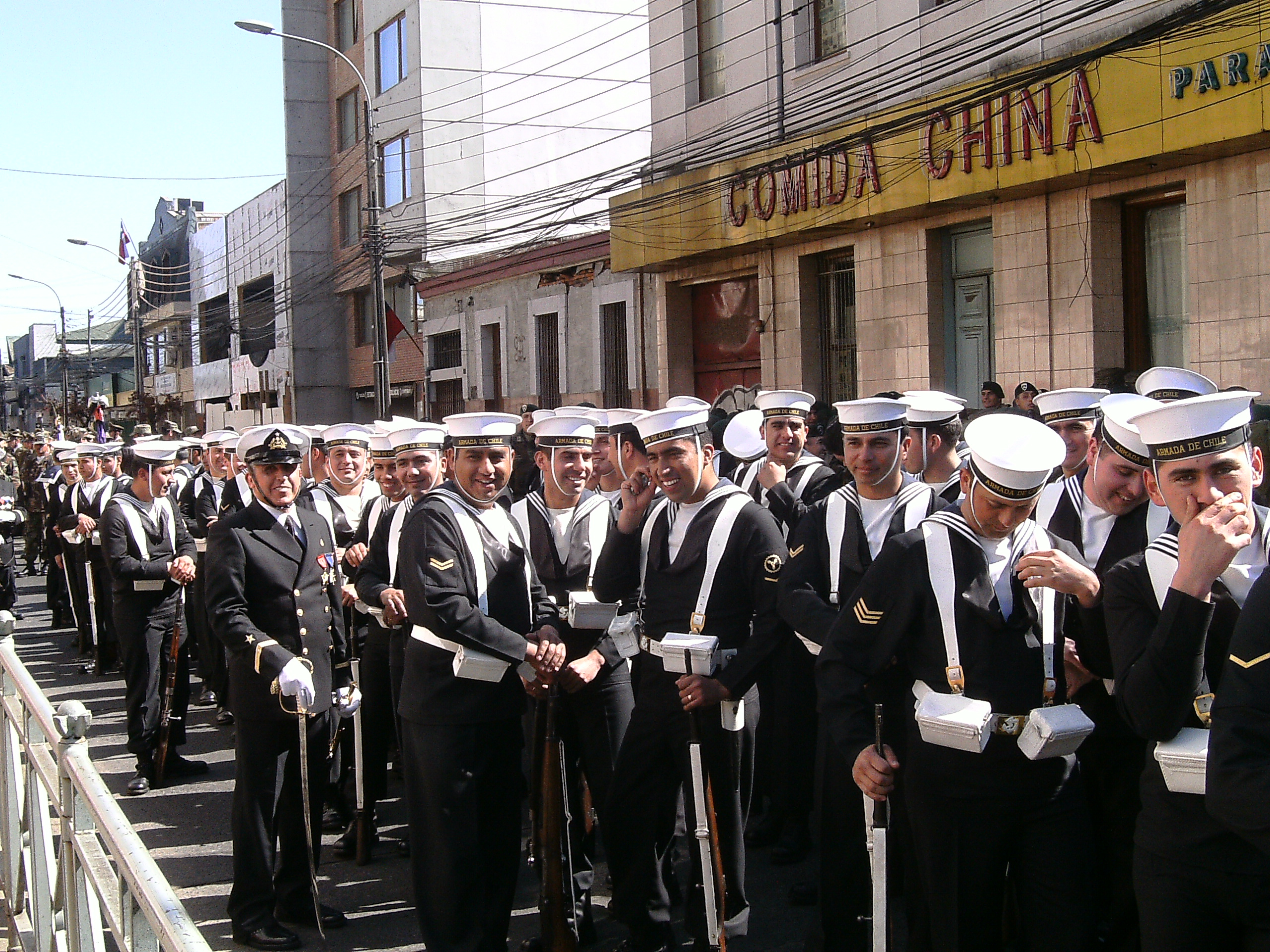
Infantes de marina de Chile.

## Etimología
La palabra infante es un sustantivo común de género femenino y masculino; de forma ocasional de género femenino se usa infanta; el plural es infantes e infantas. Procede del latín infans, infantis (nominativo -infante- y genitivo -del infante- de singular). Está compuesta por el prefijo in-, de negación, y por el participio presente del verbo fāri: «hablar». Así empezó a referirse a los niños pequeños cuando todavía no habían aprendido a hablar.
Cuando infante significa ‘niño que aún no ha llegado a la etapa de la adolescencia y está en periodo de la infancia’, lo más frecuente y recomendable es utilizar la forma infante tanto para el masculino como para el femenino: «la infante está en el parque jugando». 
Un uso de este vocablo ocurre en la aviación comercial, cuando se determina en el boleto o billete de infante, que se le concede a los menores de dos años.
Cuando significa soldado de infantería, es común el uso en cuanto al género: el/la infante de marina.
Cuando el vocablo tiene el sentido de hijo del rey, se usa la forma infante para el masculino y la forma infanta para el femenino.

## Infante como título real

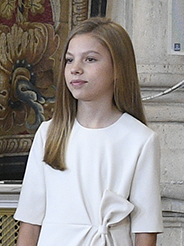
Sofía de Borbón —infanta de España— en el acto de imposición de condecoraciones de la Orden del Mérito Civil
(19 de junio de 2019).

Infante también es un título de realeza que en España se otorga a los hijos del Rey que carezcan de la condición de Príncipe o de Princesa de Asturias.
Por otro lado, la legislación española le permite al rey, o en su caso a la reina, conceder dicho título, a su discreción y de forma excepcional, a personas dignas de tal merecimiento (infantes de gracia).
La regulación del título de infante está contenida en Real Decreto 1368/1987, de 6 de noviembre, sobre régimen de títulos, tratamientos y honores de la Familia Real y de los Regentes.
En los antiguos reinos peninsulares como el portugués, el castellano y el aragonés, entre otros, el uso del título de infante era tal como el arriba descrito en lo relativo a la monarquía hispánica, aplicado a los hijos no intitulados como Príncipe de Asturias, Gerona, Viana o de Beira, respectivamente.
En Portugal las denominaciones infante e infanta continuaron en uso a lo largo de la historia hasta la abolición de la monarquía en la Revolución del 5 de octubre de 1910, el mismo día cuando el Partido Republicano Portugués estableció la Primera República Portuguesa.
En el caso de la Corona de Francia, los hijos menores de los reyes eran titulados Enfants de France (Infantes de Francia) o Fils de France (Hijos de Francia). Los hijos de estos recibían el tratamiento de Petits-Fils de France (Nietos de Francia), en su calidad de nietos del rey por línea paterna exclusivamente.